# ETECSA
Empresa de Telecomunicaciones de Cuba S.A. (ETECSA) è la compagnia telefonica pubblica di Cuba. Fino al 2011 l'azienda è appartenuta per il 27% a Telecom Italia. Oggi appartiene al Ministero dell'Informazione e della Comunicazione cubano e alla società finanziaria Rafin S.A.
La compagnia fornisce servizi di telefonia fissa, mobile e wireless nell'isola di Cuba.